# 프롭팬

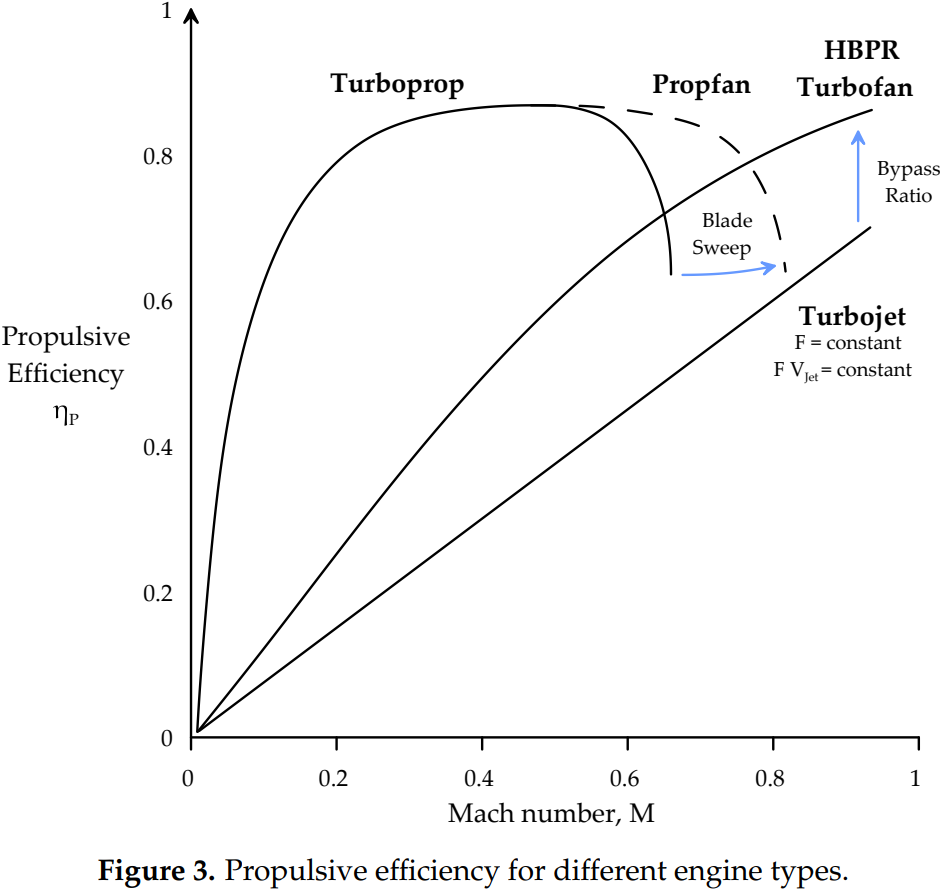
프롭팬을 비롯한 여러 항공기 엔진의 회전 효율성 및 타입

프롭팬(영어: propfan) 또는 오픈 로터 엔진(영어: Open Rotor Engine)은 터보팬과 터보프롭의 장점을 결합한 항공기 엔진이다. 고급 곡선형 프로펠러 블레이드를 덕트 없이 사용하는 프롭팬(propfan)은 특히 고속 아음속에서 터보팬의 속도 성능과 터보프롭의 연료 효율성을 결합하는 것을 목표로 한다. 때때로 "UHB 터보팬"이라고도 불린다.

## 정의
1970년대에 해밀턴 스탠다드는 자사의 프롭팬(propfan)을 다음과 같이 설명했다. “작은 직경에 고하중 다엽 가변피치 프로펠러로서, 얇고 진보된 에어포일 단면을 가진 스웨프트 블레이드를 사용하며, 블레이드를 통과하는 기류를 감속시켜 압축성 손실을 줄이도록 윤곽이 설계된 나셀과 통합되어 있고, 터빈 엔진과 함께 작동하며 단단 감속기(single stage reduction gear)를 사용해 높은 성능을 낸다”고 하였다.
1982년에는 항공 전문 주간지 '플라이트 인터내셔널'이 프롭팬을 “810개의 고스웨프트 블레이드를 가진 프로펠러로서, 순항 속도가 390480 노트(시속 450550마일, 즉 시속 720890킬로미터)에 이르는 것”으로 정의했다. 다만, 이 정의는 이후 카운터 로테이팅(반대 방향 회전) 프롭팬이 등장하면서 몇 년 안에 발전하게 된다. 1986년에는 영국의 엔진 제조사 롤스로이스가 기존 의미의 프롭펜을 가리키는 동의어로 ‘오픈 로터(open rotor)’라는 용어를 사용하기 시작했다. 이는 당시 ‘프롭팬’이라는 이름을 포함하고 있었던 여러 덕트형 엔진 제안들과 구별을 짓기 위한 조치였다.
2000년대에 들어서면서 ‘오픈 로터’는 연구 및 뉴스 보도에서 프롭팬 기술을 지칭하는 선호 용어가 되었고, 단일 회전 프롭팬과 구별하기 위해 ‘카운터 로테이팅 오픈 로터(CROR)’라는 용어도 종종 사용되었다. 2015년 기준으로, 유럽 항공안전청(EASA)은 ‘오픈 로터’를 “케이싱으로 둘러싸이지 않은 터빈 엔진의 팬 단계”라고 비교적 포괄적으로 정의하였다. 반면, 21세기 들어 더 일반적으로 사용되는 용어인 ‘오픈 로터 엔진’에 대해서는 작동 정의(working definition)만을 제시하며 “케이싱으로 둘러싸이지 않은 반대 방향 회전 팬 단계를 특징으로 하는 터빈 엔진”이라고 설명하고 있다. 이 엔진은 가스터빈으로 동력을 공급받아 셔라우드(케이싱) 없이 노출된 반대 방향 회전 프로펠러를 구동하는 구조이며, 프로펠러 설계가 터빈 설계와 밀접하게 연계되어 있어 두 구성 요소가 하나의 유닛으로 인증받는다.

## 역사
독일 항공우주 기술자들이 아음속의 항공기에서 항력 감소를 위해 후퇴익을 연구하기 시작한 지 약 10년 뒤, 1940년대 해밀턴 스탠다드는 유사한 개념을 항공기 프로펠러에 적용하려 했다. 이들은 프로펠러의 끝부분이 초음속에 도달하는 수준으로 매우 큰 후퇴각을 가진 블레이드를 개발하여, 노출된 프로펠러 엔진으로도 새로운 터보제트 및 터보팬 엔진이 가능하게 한 속도와 순항 고도에 도달할 수 있게 하려 했다. 하지만 초기 실험에서는 날개 떨림과 블레이드 응력 문제를 해결할 수 없었고, 높은 소음도 또 다른 장애 요소로 간주되었다. 터보제트와 터보팬의 인기가 높아지면서 프로펠러에 대한 연구는 급속히 줄어들었으나, 1960년대에 가스터빈이 구동하는 노출 프로펠러가 마하 0.7~0.8, 고도 35,000피트(약 11,000미터)의 여객기를 충분히 추진할 수 있다는 연구 결과가 나오면서 관심이 다시 높아졌다. 이 시기에 ‘프롭팬(propfan)’이라는 용어가 탄생했다.
프롭팬 개념과 유사한 가장 초기의 엔진 중 하나는 추력 4,710 파운드의 메트로빅 F.5로, 1946년에 처음 가동되었으며, 엔진 후방에 각각 14개의 블레이드와 12개의 블레이드를 가진 전방 및 후방 쌍방향 회전 팬(카운터 로테이팅 팬)을 장착하고 있었다. 다만 이 날개들은 후퇴익이 아니었다. 기존 항공기에 사용된 다른 카운터 로테이팅 프로펠러 엔진으로는, 각각 축을 공유하는 쌍방향 프로펠러를 구동하는 강력한 쿠즈네초프 NK-12 엔진 4기를 탑재한 소련의 고속 전략 폭격기 투폴레프 Tu-95와 군용 수송기 안토노프 An-22, 그리고 영국의 대잠수함 항공기 페어리 개닛에 사용된 암스트롱 시들리 더블 맘바(ASMD) 엔진 등이 있었다. 이들 엔진의 경우 앞쪽과 뒤쪽 프로펠러 모두 대체로 스웨프트되지 않은 4개의 블레이드를 장착하고 있었다.

### 냉전기
1973년 석유 파동으로 인해 1970년대 초 석유 가격이 급등하자, 프롭팬(propfan)에 대한 관심이 급격히 높아졌고 NASA가 지원하는 연구도 본격적으로 가속화되기 시작했다. 프로펜 개념은 1975년 해밀턴 스탠다드(유나이티드 테크놀로지스 소속) 소속의 칼 로어바흐와 브루스 메츠거에 의해 정리되었고, 1979년에는 로어바흐와 로버트 코넬이 특허를 취득했다. 이후 제너럴 일렉트릭(GE)에서도 이와 유사한 추진 시스템을 개발하면서 ‘언덕티드 팬(unducted fan)’이라는 명칭을 사용하기 시작했는데, 이는 기존 터보팬 엔진을 변형한 형태로, 팬을 엔진 나셀 밖에 설치하고 압축기 블레이드와 같은 축 위에 배치한 구조였다.
이 시기에 이르러서는 기존에 해결하지 못했던 프로펠러 관련 문제들도 점차 해결 가능해졌다. 구조 재료 분야에서 티타늄 금속, 그리고 수지로 강화된 탄소섬유 및 유리섬유 복합재 같은 신소재가 개발되었고, 이들이 알루미늄과 강철을 대체하게 되었다. 이러한 재료 덕분에 블레이드는 더 얇고 더 강하게 제작할 수 있었다. 또한 컴퓨터 지원 설계(CAD)는 블레이드 특성을 정밀하게 다듬는 데 큰 도움이 되었다. 블레이드는 높은 출력 하중과 원심력에 따라 굽어지거나 휘게 되므로, 초기 설계에서는 실제 구동 중 형상을 기준으로 해야 했다. 컴퓨터의 도움을 받아 디자이너들은 이러한 작동 중의 형상을 기준으로 거꾸로 계산하여, 제조 시 필요한 ‘무하중 상태’의 이상적인 형상을 도출해낼 수 있었다.

#### 시험 테스트
미국에서 유일한 대형 항공기 프로펠러 제조업체였던 해밀턴 스탠다드는 1970년대 초에 프롭팬(propfan)의 개념을 개발했다. 해밀턴 스탠다드는 NASA와 협력하여 수많은 변형 실험을 진행했다.
‘프로펜 시험 평가 프로그램(Propfan Test Assessment, PTA)’ 아래, 록히드-조지아는 걸프스트림 II 항공기를 개조하여 프로펜 개념의 비행 시험 플랫폼으로 활용할 것을 제안했고, 맥도널 더글라스는 DC-9을 같은 목적으로 개조하겠다고 제안했다. NASA는 록히드의 제안을 채택했다. 걸프스트림 II에는 왼쪽 날개에 나셀(nacelle)이 추가되었고, 그 안에는 6,000마력(4,500킬로와트)의 앨리슨 570 터보프롭 엔진이 탑재되었다. 이 엔진은 원래 보잉 버톨 XCH-62 중수송 헬리콥터를 위해 개발된 XT701 터보샤프트를 기반으로 한다. 이 엔진은 8엽, 직경 2.7미터의 단일 회전(single-rotation) 해밀턴 스탠다드 SR-7 프로펜을 사용했다. 해당 시험용 엔진은 ‘앨리슨 501-M78’로 명명되었으며, 추력은 9,000파운드포스(약 40킬로뉴턴)로 평가되었다. 비행 중 첫 가동은 1987년 3월 28일에 이루어졌고, 약 5,600만 달러가 투입된 대규모 시험 프로그램은 총 73회의 비행과 133시간 이상의 비행 시간을 기록한 후, 1988년 3월 25일에 종료되었다. 그러나 1989년 4월 3일부터 4월 14일까지, 시험용 항공기는 다시 비행에 투입되어, 비행 중 지상 소음 수준을 측정하는 임무를 수행했다. 이후 엔진은 제거되었고, 해당 항공기는 그해 말 우주왕복선 훈련기(Space Shuttle Training Aircraft)로 개조되었다.
미국의 엔진 제조업체 제너럴 일렉트릭(GE)이 개발하고, 프랑스의 스네크마(Snecma, 현재의 사프란)가 35% 참여한 GE36 언덕티드 팬(UDF, Unducted Fan)은 기존 프로펜 개념의 변형으로, 푸셔(pusher) 구성의 피스톤 엔진을 연상시키는 형태였다. GE의 UDF는 독창적인 직접 구동(direct-drive) 방식으로 감속 기어박스를 대신하여 저속 7단 프리 터빈(free turbine)을 사용했다. 한 세트의 터빈 로터는 전방 프로펠러를 구동하고, 반대 방향으로 회전하는 다른 세트의 로터는 후방 프로펠러를 구동하는 구조였다. 이 터빈은 총 14개의 블레이드 열을 가지며, 각 단계는 쌍으로 된 카운터 로테이팅(반대 회전) 열로 구성된 7단계였다.
1950년대 이래로 기어박스의 고장 가능성에 대해 경계심을 가지고 있던 항공기 제작사들은 GE의 기어박스 없는 프로펜 설계에 호감을 가졌다. 보잉은 GE의 푸셔 타입 UDF 엔진을 마하 0.83 순항 속도를 목표로 한 7J7 플랫폼에 적용할 계획이었고, 맥도널 더글라스도 MD-94X 여객기에 이 엔진을 탑재하려 했다. GE36은 1986년 8월 20일, 보잉 727-100기의 3번 엔진 포지션에 장착되어 첫 비행 시험을 실시했다. 7J7을 위한 GE36 UDF는 추력 25,000 파운드포스(약 110킬로뉴턴)로 계획되었지만, GE는 자사의 UDF 개념이 전반적으로 9,00075,000 파운드포스(약 40334킬로뉴턴)의 추력 범위를 커버할 수 있다고 주장했다. 이는 당시 GE의 광동체 항공기용 엔진 시리즈인 CF6의 추력 수준에 도달하거나 이를 초과할 수 있음을 의미했다.
맥도널 더글라스는 자사 소유의 MD-80 항공기를 개조하여 개념 증명(proof-of-concept) 항공기를 개발했는데, 이는 후방 동체 장착형 엔진이라는 점에서 프롭팬 적용에 적합했다. 이 항공기의 왼쪽에 장착된 기존 JT8D 터보팬 엔진을 GE36으로 교체하였고, 시험 비행은 1987년 5월부터 시작되었다. 이 시험은 해당 설계의 비행 적합성, 공력 특성, 소음 특성 등을 입증하였다. 초기 시험 이후에는 후방 동체 내부에 일등석 객실이 설치되었고, 항공사 경영진들이 실제로 UDF 탑재 항공기를 체험할 수 있도록 마케팅 비행이 진행되었다. GE36이 탑재된 데모 항공기의 시험 및 마케팅 비행은 1988년에 종료되었으며, 기존 MD-80 대비 연료 소비를 30% 절감하고, 국제 소음 규정인 스테이지 3(Stage 3)을 완전히 충족했으며, 기내 소음과 진동도 낮은 수준이었다. GE36은 MD-92X에서는 동일한 25,000 파운드포스(110킬로뉴턴)의 추력을 제공하지만, 더 작은 기종인 MD-91X에서는 22,000 파운드포스(98킬로뉴턴)로 디레이트(출력 제한)되도록 설계되었다. 한편, 1989년 4월에는 MD-80 항공기가 앨리슨 엔진 컴퍼니의 프로토타입 엔진 578-DX를 장착하고도 성공적으로 시험 비행을 수행했다. 이 엔진 역시 앨리슨 XT701을 기반으로 하며, 해밀턴 스탠다드의 프로펠러가 사용되었다. 578-DX 엔진은 프랫 앤 휘트니(United Technologies 산하의 또 다른 엔진 제조사)와 앨리슨의 공동 개발로 제작되었으며, GE36 UDF와는 달리 감속 기어박스를 저압 터빈과 프롭팬 블레이드 사이에 갖춘 비교적 전통적인 방식이었다. 하지만 항공유 가격 하락과 시장 전략의 변화로 인해, 맥도널더글라스는 그해 말 프롭팬 개발 계획을 중단하게 되었다.

#### 다른 시험
- 1982년 포커사가 포커 FXX라는 100석에서 120석의 프롭팬 항공기를 개발하려고 했었다.
- MPC 75는 1985년부터 1989년까지 서독과 중화인민공화국이 합작으로 개발한 프롭팬이었지만 초기 모델 완성 후 사업이 무산되었다.
- ATRA-90은 1986년부터 1988년까지 미국, 서독, 네덜란드가 합작으로 개발한 프롭팬이었지만 사업이 무산되었다.
- 투폴레프 Tu-334는 1999년부터 2009년까지 러시아의 투폴레프가 개발한 프롭팬 여객기로, 2006년 UAC로 투폴레프가 통합된 이후 3년 뒤 제작이 취소되었다.
- 안토노프 An-124의 경우 기존의 프로그레시 D-18T 엔진을 쿠츠네초프 NK-62로 변경하려고 했었다.

#### 취소
이 프로젝트들 중 어느 것도 결국 실현되지는 못했다. 주된 이유는 터보팬 엔진에 비해 실내 소음이 지나치게 크고, 당시 연료 가격이 낮았기 때문이다. 제너럴 일렉트릭(GE) 입장에서는 GE36 UDF(Unducted Fan) 엔진이 CFM 인터내셔널에서 프랑스의 스넥마(Snecma)와 공동 생산하던 고바이패스 터보팬 엔진인 CFM56을 대체할 차세대 엔진으로 개발된 것이었다. 하지만 1980년대에는 GE36이 경쟁사인 인터내셔널 에어로 엔진스(IAE)의 V2500 엔진에 비해 경쟁력이 부족했다. 1986년 12월, 스넥마 회장은 개발 중이던 CFM56-5S2가 CFM56 시리즈의 마지막 터보팬 엔진이 될 것이라고 선언하며, “터보팬에 더 이상 돈을 쓸 필요가 없다. 미래는 UDF다.”라고 말했다. 하지만 V2500은 1987년에 기술적인 문제를 겪었고, 이로 인해 CFM56은 판매에서 큰 반등을 이루었다. GE는 자사 주력 제품인 CFM56의 판매를 잠식할 가능성이 있는 GE36에 점차 관심을 잃게 되었다. CFM56은 초도 수주까지 5년이 걸렸던 엔진이었고, “UDF는 과거 기준으로 보면 신뢰성 있는 엔진이 될 수 있었지만, 터보팬은 그보다 훨씬 더 빠르게 성능이 향상되고 있었다.”결국 GE는 GE36의 블레이드 기술을 자사의 GE90 엔진에 통합시켰다. GE90은 보잉 777을 위한 엔진으로, 지금까지 제작된 가장 강력한 제트 엔진이다.

### 1990년대

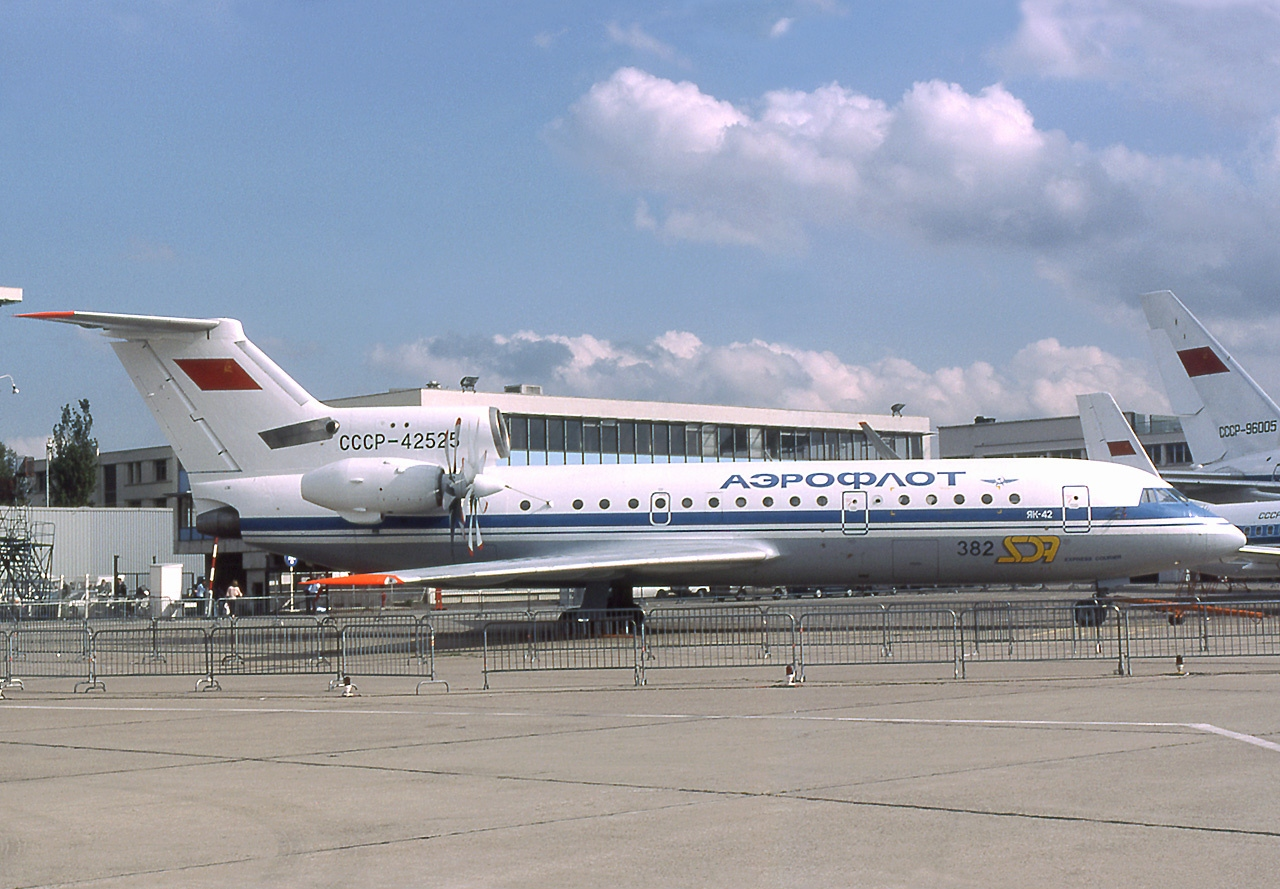
1991년 파리 에어쇼에서 프로그레시 D-236 프롭팬 엔진을 탑재한 야코블레프 Yak-42E-LL 시험기.

1990년대 초, 소련(이후 러시아)은 프로그레시 D-236이라는 기어드식 대향 회전 프로펠러(propeller) 방식의 프로펜(propfan) 엔진에 대한 비행 시험을 수행했다. 이 엔진은 기존 Progress D-36 터보팬 엔진의 코어를 기반으로 개발된 것으로, 전방 프로펠러에는 8개의 블레이드, 후방에는 6개의 블레이드가 달려 있었다. 시험용으로 사용된 첫 번째 플랫폼은 출력 10,100 마력(7,500 kW)의 프로펜 엔진을 장착한 일류신 Il-76 수송기였으며, 이 항공기는 독일 하노버에서 열린 ILA 90 항공쇼에 전시되었다. 이 엔진은 정확히 어떤 기체에 탑재될 예정이었는지는 공개되지 않았으나, 4개의 프로펜 엔진을 탑재한 항공기를 위한 것이었다. Il-76은 총 36회의 비행 시험을 수행하며 약 70시간의 비행 시간을 기록했다. 두 번째 시험 플랫폼은 출력 10,990 마력(8,195 kW), 직경 약 4.2m(14피트)의 대형 프로펜 엔진으로, 야코블레프 Yak-42E-LL 항공기에 탑재되어 1991년 파리 에어쇼에 등장했다. 이 엔진은 추후 개발될 예정이었던 Yak-46 항공기용 시제 엔진이었다. Yak-46은 기본형 기준으로 150석 규모이며, 항속거리는 약 1,900 해리(3,500 km), 순항 속도는 약 460 노트(850 km/h, 마하 0.75)에 이를 예정이었다. 소련은 D-236이 28%에 달하는 실제 공기역학 효율을 지녔으며, 동급 터보프롭 엔진 대비 연료 소모를 30% 절감할 수 있다고 주장했다. 또한 향후에는 출력 14,100 마력과 30,200 마력(각각 10,500 kW 및 22,500 kW)급 프로펜 엔진도 개발할 계획임을 밝혔다.

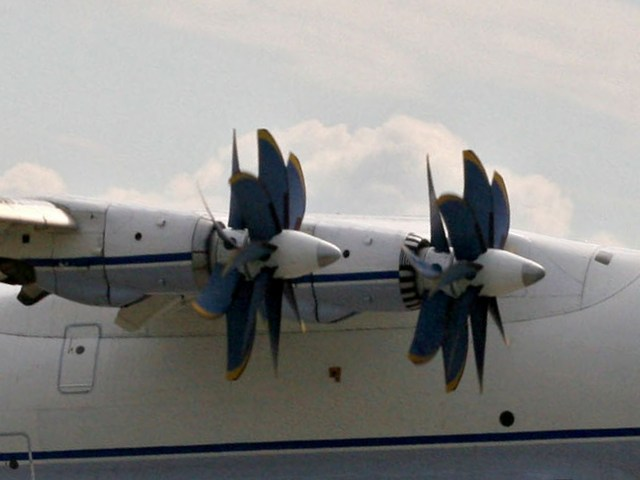
안토노프 An-70에 설치된 프로그레스 D27 프롭팬.

Progress D-236과 마찬가지로, 더 고출력형인 Progress D-27 프로펜 엔진도 전후 대향 회전 방식의 프로펠러를 채택하고 있다. 그러나 D-27은 전방 블레이드에 더 얇은 두께-코드비(thickness-to-chord ratio)와 선단부(leading edge)에 더 뚜렷한 곡률(curvature)을 가진 고급 복합소재(composite) 블레이드를 사용한 점이 특징이다. D-27은 1985년에 개발이 시작된 엔진으로, 출력은 14,000마력(10,440 kW), 이륙 시 추력은 27,000 파운드포스(119 kN)에 달한다. 우크라이나의 안토노프 An-180 여객기에는 두 개의 D-27 엔진이 후방 장착 방식으로 탑재될 예정이었으며, 이 기체는 1995년에 첫 비행을 하고 1997년에 운용 개시될 계획이었다.  또한 1994년 1월, 안토노프는 D-27 4기를 동체 상단 날개에 탑재한 군용 수송기 An-70의 초도 프로토타입을 공개했다. 러시아 공군은 2003년 해당 기종 164대의 주문을 넣었으나, 이후 취소되었다. 2013년 기준으로도 An-70은 여전히 화물기로서 유망한 미래가 있다고 평가받았다. 하지만 D-27의 프로펠러 부분이 러시아의 SPE Aerosila에서 제작되기 때문에, 러시아-우크라이나 전쟁의 여파로 An-70은 개발 및 생산에 큰 차질을 겪게 되었다. 이에 따라 안토노프는 2018년부터 튀르키예와 협력하여 An-70을 현대 규격에 맞게 개조한 An-77이라는 새로운 이름으로 개발을 재개했으며, 이 과정에서 러시아 부품 공급 없이 제작이 가능하도록 설계 변경이 이루어졌다.